# Jóél
Jóél, több bibliai, ótestamentumi alak neve. Ezek a következőek:
1. Petuel fia, Jóel próféta, az azonos nevű prófétai könyv szerzője (Jóél könyve), úgynevezett „kis próféta". Életéről semmi biztosat nem tudunk.
2. Sámuel legidősebb fia (1Sám 8,2; 1Krón 6,33), az 1Krón 6,28 „Vásni"-nak nevezi
3. Simeon törzsének fejedelme Ezékiás idejében (1Krón 5,4-8)
4. Rúben törzsének főembere (1Krón 5,4-8)
5. Gád törzsének fejedelme (1Krón 5,12)
6. Lévita, Sámuel őse (1Krón 6,36)
7. Főember Issakár törzsében (1Krón 11,38)
8. Dávid hőse (1Krón 11,38)
9. Lévita, a gersoniták feje Dávid idejében (1Krón 15,7.11.17)
10. Pedája fia, Manassé fél nemzetségének fejedelme Dávid idejében (1Krón 15,7.11.17)
11. Lévita Ezekiás idejében (2Krón 29.12)
12. Zsidó férfi, aki elbocsátotta idegen feleségét (Ezsd. 10,43)
13. Zikri fia, a benjáminiták elöljárója a fogság után (Neh. 11,9)
14. Lévita, templomi kincstárnok Dávid idejében (1Krón 26,22), talán azonos a 9. alattival.